# Stefani Werremeier
Stefani Werremeier, född den 17 oktober 1968 i Osnabrück i Tyskland, är en tysk roddare.
Hon tog OS-silver i tvåa utan styrman i samband med de olympiska roddtävlingarna 1992 i Barcelona.